# Cinque Nazioni 1986
Il Cinque Nazioni 1986 (in inglese 1986 Five Nations Championship; in francese Tournoi des Cinq Nations 1986; in gallese Pencampwriaeth y Pum Gwlad 1986) fu la 57ª edizione del torneo annuale di rugby a 15 tra le squadre nazionali di Francia, Galles, Inghilterra, Irlanda e Scozia, nonché la 92ª in assoluto considerando anche le edizioni dell'Home Nation Championship.
A primeggiare in classifica furono, a pari merito, Francia e Scozia, rispettivamente al proprio quattordicesimo e ventesimo titolo; fu la diciottesima volta che il titolo fu condiviso tra almeno due nazionali.
L'Irlanda, invece, ripeté la stessa controprestazione della Scozia nel 1985, ovvero terminare ultima con il Whitewash da campione uscente.tutte le partite perse, unitamente con il cucchiaio di legno  quale ultima squadra.
La Scozia si riprese anche la Calcutta Cup, la sua terza negli ultimi quattro tornei, battendo l'Inghilterra con il massimo scarto fino ad allora realizzato contro tale avversaria, 27 punti, al 2022 insuperato anche dopo il cambio di valore della meta da 4 a 5 punti.
Il valore delle marcature, come stabilito dall’IRFB nel 1977, era: 4 punti per ciascuna meta (6 se trasformata), 3 punti per la realizzazione di ciascun calcio piazzato, idem per il drop.

## Nazionali partecipanti e sedi
| Squadra     | Città     | Impianto interno   |
| ----------- | --------- | ------------------ |
| Francia     | Parigi    | Parco dei Principi |
| Galles      | Cardiff   | National Stadium   |
| Inghilterra | Londra    | Twickenham         |
| Irlanda     | Dublino   | Lansdowne Road     |
| Scozia      | Edimburgo | Murrayfield        |

## Risultati

### 1ª giornata
| Arbitro: | Bob Fordham |

|            |      |              |
|            | mt   | Bowen        |
|            | tr   | Thorburn     |
| Andrew (6) | c.p. | Thorburn (3) |
| Andrew     | drop | J. Davies    |

| Arbitro: | David Burnett |

|                 |      |                 |
|                 | mt   | Berbizier Sella |
| G. Hastings (6) | c.p. | G. Laporte (2)  |
|                 | drop | G. Laporte      |

### 2ª giornata
| Arbitro: | Bob Fordham |

|                         |      |             |
| Berbizier Marocco Sella | mt   |             |
| G. Laporte              | tr   |             |
| Blanco G. Laporte (3)   | c.p. | Kiernan (3) |
| Lafond                  | drop |             |

| Arbitro: | Bob Francis |

|              |      |                            |
| Hadley       | mt   | Duncan G. Hastings Jeffrey |
| Thorburn (5) | c.p. | G. Hastings                |
| J. Davies    | drop |                            |

### 3ª giornata
| Arbitro: | Fred Howard |

|             |      |                 |
| Ringland    | mt   | P. Davies Lewis |
| Kiernan     | tr   | Thorburn        |
| Kiernan (2) | c.p. | Thorburn (3)    |

| Arbitro: | Bob Francis |

|                               |      |            |
| Duncan S. Hastings Rutherford | mt   |            |
| G. Hastings (3)               | tr   |            |
| G. Hastings (5)               | c.p. | Andrew (2) |

### 4ª giornata
| Arbitro: | Brian Anderson |

|              |      |                     |
|              | mt   | Blanco Lafond Sella |
|              | tr   | G. Laporte (2)      |
| Thorburn (5) | c.p. |                     |
|              | drop | G. Laporte          |

| Arbitro: | Clive Norling |

|                                |      |                        |
| H. Davies Richards (2) tecnica | mt   | McCall Mullin Ringland |
| Andrew (3)                     | tr   | Kiernan                |
| Andrew                         | c.p. | Kiernan (2)            |

### 5ª giornata
| Arbitro: | Derek Bevan |

|                                 |    |            |
| Blanco G. Laporte Sella tecnica | mt | Dooley     |
| G. Laporte (2)                  | tr | Barnes (2) |

| Arbitro: | Francis Palmade |

|          |      |              |
| Ringland | mt   | R. Laidlaw   |
| Kiernan  | tr   |              |
| Kiernan  | c.p. | Hastings (2) |

## Classifica
| Pos | Squadra     | G | V | N | P | PF | PS  | DP  | Pt |
| --- | ----------- | - | - | - | - | -- | --- | --- | -- |
| 1   | Francia     | 4 | 3 | 0 | 1 | 98 | 54  | +44 | 6  |
| 2   | Scozia      | 4 | 3 | 0 | 1 | 74 | 52  | +22 | 6  |
| 3   | Galles      | 4 | 2 | 0 | 2 | 76 | 71  | +5  | 4  |
| 4   | Inghilterra | 4 | 2 | 0 | 2 | 62 | 100 | −38 | 4  |
| 5   | Irlanda     | 4 | 0 | 0 | 4 | 50 | 83  | −33 | 0  |